# Майклз, Джианна
Джиа́нна Майклз (англ. Gianna Michaels; 6 июня 1983, Сиэтл, Вашингтон) — американская порноактриса.

## Биография
Её первая работа была в ресторане быстрого питания. В 2001 году Майклз переехала в Калифорнию, где начала работать в качестве секретаря в приёмной. Ввиду нехватки денег, начала работать в модельном бизнесе, который позже привел её к фото ню, а затем к съёмкам в порно. Джианна снимается в порно также под псевдонимами «Becky» и «Gianna Rossi». Свою карьеру Джианна начала с фотосессий для интернет-сайтов, затем стала участвовать в порнороликах разных жанров. В дальнейшем Джианна снялась в более смелых порнороликах, например, с глубоким оральным сексом и межрасовым сексом. В 2006 году Gianna завоевала награду в категории «Любимая грудь». Она работает моделью для таких компаний как Brazzers, Bangbros, Evil Angel и Naughty America.
Есть татуировки: в виде пятиконечной звезды ниже спины, и на правой лопатке.
В январе 2007 года студией Evil Angel был выпущен фильм, полностью посвященный актрисе — «G For Gianna» (режиссёр — Джонни Даркко)
По состоянию на август 2021 год снялась в 714 картинах, а также появилась в фильме «Пираньи 3D». C 2015 года не снимается в порно.

## Премии
- 2007 AVN Award — Лучшая групповая сцена — a 12-person group scene in Fashionistas Safado: The Challenge (Evil Angel)[2].
- 2007 FICEB Ninfa — Most Original Sex Sequence — a 12-person group scene in Fashionistas Safado[3]
- 2007 XRCO Award — Best On-Screen Chemistry — Fashionistas: Safado
- 2008 AVN Award — Самая недооценённая актриса года (англ. Unsung Starlet of the Year)[4]
- 2008 AVN Award — Best Sex Scene in a Foreign-Shot Production — 10-person group scene in Furious Fuckers Final Race[4].
- 2008 AVN Award — Лучшая сцена в зарубежном порнофильме — G for Gianna[4].
- 2011 Urban X Award — Best Three-Way Sex Scene (вместе Софи Ди и Justin’ом Long’ом, фильм «Sophie Dee’s 3 Ways»)[5]
- 2013 Exxxotica Fannys Award — Most Valuable Vagina (Female Performer of the Year)[6]